# DeSingel
DeSingel (of naar eigen schrijfwijze De Singel) is een kunstencentrum aan de Desguinlei in Antwerpen met een veelzijdig aanbod binnen de disciplines muziek, dans, theater en architectuur. Als kunstsite is het de thuisbasis voor het Koninklijk Conservatorium Antwerpen (Dans, Drama, Muziek en aansluitende specifieke lerarenopleidingen), het Vlaams Architectuurinstituut, het Studiecentrum voor Vlaamse Muziek, het VDAB-tewerkstellingsinitiatief Sabbattini, het dansgezelschap Eastman, hedendaags muziekensemble Nadar, I Solisti, detheatermaker en het Spiegel String Quartet.

## Geschiedenis

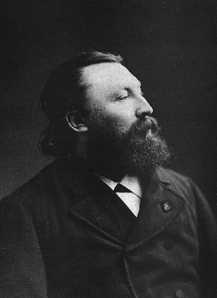
Peter Benoit, componist en de eerste directeur van de Antwerpsche Vlaamsche Muziekschool

In 1867 gaf componist Peter Benoit de eerste aanzet tot de bouw van het kunstencentrum. Als directeur van de Antwerpsche Vlaamsche Muziekschool wilde hij naast de studenten ook het brede publiek betrekken bij het internationale muziek- en theatergebeuren. Hiertoe wilde zijn instelling uitbreiden met een grote zaal zodat een breder publiek kon deelnemen aan het kunst- en cultuuraanbod. Vijftien jaar later kreeg het idee ingang bij het Antwerps stadsbestuur dat in 1883 de eerste plannen voor een nieuw conservatoriumgebouw liet ontwerpen. De opening zou evenwel nog meer dan 80 jaar op zich laten wachten.
In 1958 was Flor Peeters directeur en gaf het ministerie van Openbare Werken architect Léon Stynen de opdracht een groots complex te ontwerpen. In 1964 werd hiervan de eerste steen gelegd. In 1968 opende de eerste fase van het nieuwe conservatorium met een paviljoen als een open achtvorm met lokalen die uitkijken op twee binnentuinen. De tweede bouwfase met de concertzaal, theaterzaal en de bibliotheek werd onder meer door geldgebrek opgeschort.
In 1973 werden de werken hervat, nadat de Antwerpse provinciegouverneur Andries Kinsbergen voorstelde om ook BRT 2 Omroep Antwerpen in het complex onder te brengen. In 1979 werd aangevat met de bouw van fase 2 die Stynens bouwplannen voltooide. Het Conservatorium werd uitgebreid met een gedeelte voor Radio 2 Antwerpen, twee grote zalen en een bibliotheektoren. De uitbreiding sloot de achtvorm af met een middelhoogbouw en verschafte deSingel een herkenbaar gezicht aan de verkeerswegen die inmiddels rond het gebouw werden aangelegd.
Gezien de omvang en het cultureel potentieel van de infrastructuur ruimschoots de mogelijkheden van het conservatorium oversteeg, nam directeur Eugène Traey op 1 december 1979 Frie Leysen in dienst om de opening van het zalencomplex mee voor te bereiden. Op 4 november 1980 werd in aanwezigheid van koning Boudewijn en koningin Fabiola 'Cultureel Centrum deSingel' geopend met zalen waarin conservatoriumstudenten, toekomstige musici en acteurs, podiumervaring konden opdoen en beroepsmensen aan het werk zien.
In 1987 werd het gebouw nogmaals uitgebreid, naar een ontwerp van Stynen en diens assistent Paul De Meyer, met extra ruimte voor het Conservatorium en een kleine publieksfoyer voor deSingel. In 1989 stelde deSingel het werk van de jonge architect Stéphane Beel tentoon. Kort daarna ontwierp hij de deuren die de wandelgangen en zalen van de inkomhal scheiden en ticketcontrole mogelijk maken. In die zogenaamde ‘patattendeuren’ herhaalde hij de vorm van Stynens typerende ovalen ramen, als volle vlakken op de glazen deurpanelen. In 1990 cureerde Beel een overzichtstentoonstelling over het werk van Léon Stynen waarmee hij zijn voeling met het gebouw onderstreepte.

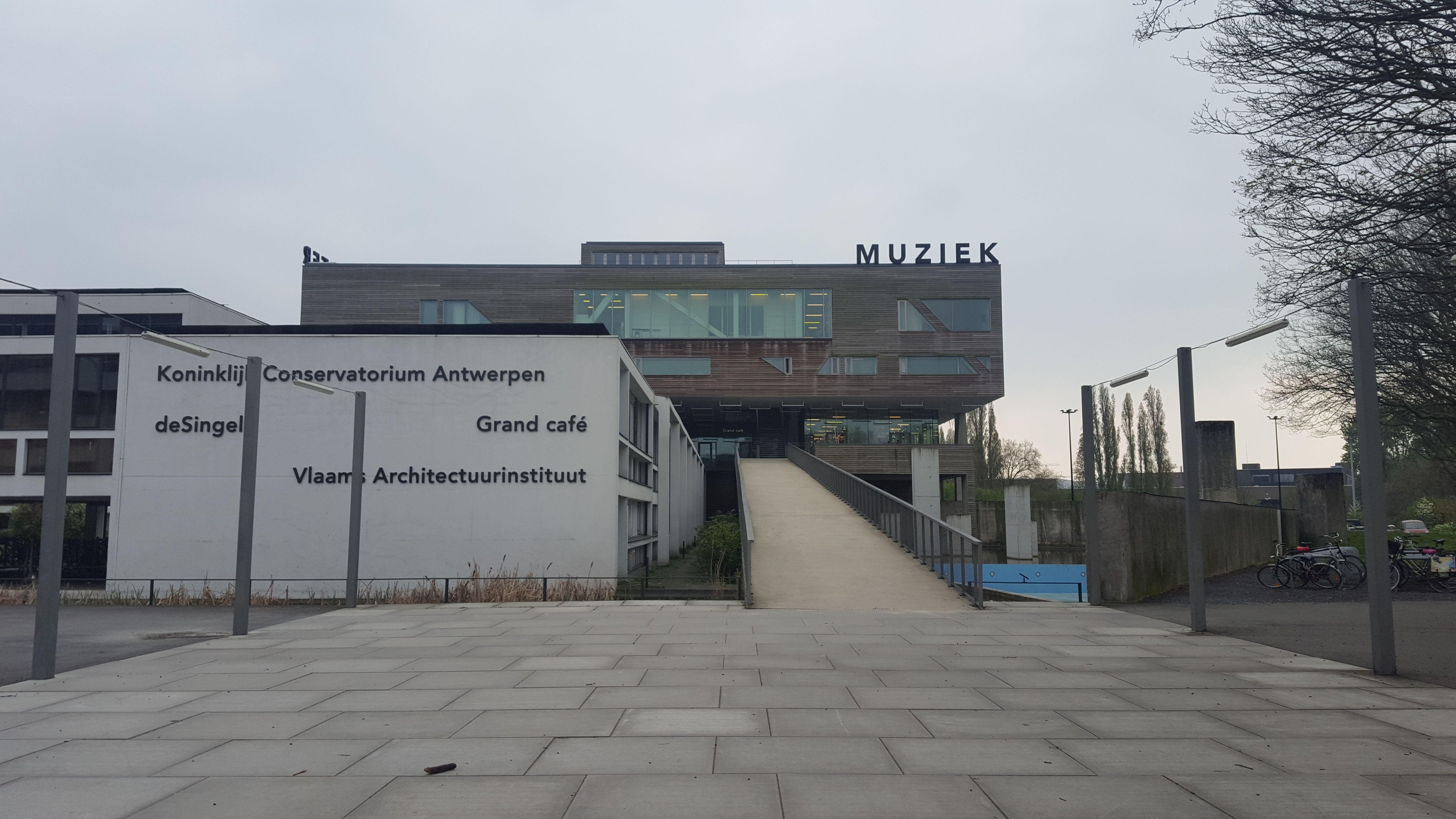
Looppad naar de nieuwe vleugel van deSingel

In 1995 kreeg Beel de opdracht een masterplan op te stellen voor de reorganisatie en uitbreiding van deSingel en het conservatorium. Zijn voorstel moest oplossingen formuleren die tegemoetkwamen aan de ontwikkeling en ambitie van de kunstcampus. Fase een van het masterplan werd in 2000 gerealiseerd. Het gebouw kreeg een extra circulatieas en bijkomende artiestenloges. Het podium van de Rode Zaal werd vergroot en de artiestenfoyer kreeg meer ruimte en daglicht. In 2002 kreeg Beel van minister van cultuur Bert Anciaux de opdracht om de tweede fase van het project te realiseren waarbij ook de Hogeschool Antwerpen (nu AP Hogeschool Antwerpen) werd betrokken. In 2007 werd het project aangevat en in 2010 afgerond.
In 2005 werd deSingel erkend als kunstinstelling van de Vlaamse Gemeenschap.
In 2017 werd de toneeltoren theatertechnisch gerenoveerd, met als belangrijkste onderdeel de vervanging, uitbreiding en automatisering van een trekkenwand. Het kunstenhuis deSingel beschikt over twee grote, goed uitgeruste podia. De Blauwe Zaal biedt als goed uitgeruste concertzaal plaats aan 940 muziekliefhebbers. De Rode Zaal voor dans en theater heeft een capaciteit van 803 plaatsen en werd in 2019 grondig gerenoveerd. In de nieuwe vleugel bevinden zich ook de Theaterstudio (288 plaatsen) en de Muziekstudio (150 plaatsen) waar kleinschaligere voorstellingen doorgaan. Ook een volwaardige tentoonstellingsruimte van 400 m² biedt ruimte voor exposities. Er is ook een restaurant en brasserie.
In januari 2019 werd bekendgemaakt dat Hendrik Storme vanaf september 2020 algemeen en artistiek directeur van deSingel in Antwerpen zou worden. Hij volgde daarmee Jerry Aerts op, die na 19 jaar als artistiek directeur op pensioen ging. Op 1 september 2020 kwam Storme in volle coronacrisis in dienst.